# Micrurus multiscutatus
Micrurus multiscutatus – gatunek jadowitego węża z rodziny zdradnicowatych (Elapidae). Jeden z grupy węży koralowych. Występuje po pacyficznej stronie Kordyliery Zachodniej w Kolumbii i Ekwadorze. Prowadzi dzienny i nocny, naziemny, częściowo podziemny tryb życia. Jest to gatunek słabo poznany.

## Systematyka
Takson ten po raz pierwszy zgodnie z zasadami nazewnictwa binominalnego opisali w 1940 roku szwedzcy przyrodnicy Hialmar Rendahl i Greta Vestergren na łamach „Arkiv för Zoologii”. Autorzy nadali wężowi nazwę Micrurus multiscutatus. Holotyp NHR 3131A to okaz samicy o długości 842 mm odłowiony w 1937 roku przez K. von Sneiderna; jako miejsce typowe autorzy podali El Tambo, Cauca w Kolumbii (2°27′N 76°48′W/2,450000 -76,800000, na wysokości 1745 m n.p.m.). Nie wyróżnia się podgatunków.

### Etymologia
- Micrurus: gr. μικρος mikros „mały”[7]; κερκος kerkos „ogon”[8].
- multiscutatus – łac. multi „wielo” i łac. -scutum „łuska, zbroja”[9][6].

## Morfologia
Jest to małej wielkości wąż o krótkiej głowie czarnej od strony pyska i pomarańczowo-czerwonej w dalszej jej części. Głowa jest tylko niewiele szersza od szyi, o małych oczach. Tułów pokrywają naprzemiennie czarne i pomarańczowo-czerwone (czasami żółte) pierścienie w liczbie od 59 do 68 na tułowiu i 3 do 4 na krótkim ogonie. Czarne pierścienie są nieco szersze od czerwonych.
Wymiary:
|                        | Samiec | Samica |
| Długość całkowita (mm) | 230    | 842    |
| Długość SVL (mm)       | 217    | 800    |
| Długość TL (mm)        | 13     | 42     |

## Występowanie
Micrurus multiscutatus występuje po pacyficznej stronie Kordyliery Zachodniej w Kolumbii (w departamencie Cauca) i Ekwadorze (w prowincji Esmeraldas). Żyje na wysokościach około 334–1136 m n.p.m.

## Ekologia i zachowanie
Gatunek prowadzi dzienny i nocny, naziemny, częściowo podziemny tryb życia. Występuje głównie w pierwotnych lasach deszczowych. W Parku Narodowym Munchique obserwowano go także na pastwiskach i w sąsiedztwie zabudowań. Niewiele wiadomo o diecie tego gatunku. Stwierdzono tylko nieliczne przypadki polowania na płazy beznogie. Ich jad jest neurotoksyczny i prawdopodobnie śmiertelny dla ludzi, ale nie istnieją żadne opublikowane zapisy dotyczące zatrucia.

## Status
W Czerwonej księdze gatunków zagrożonych IUCN Micrurus multiscutatus jest klasyfikowany jako gatunek bliski zagrożenia (NT, ang. Near Threatened). Liczebność populacji ani jej trend nie są znane; w Ekwadorze gatunek ten jest skrajnie rzadki.